# Sok Chang-suk
Sok Chang-suk, född 1 februari 1963, är en nordkoreansk bågskytt. Hon deltog vid olympiska sommarspelen 1980.